# Nanni Cagnone
Nanni Cagnone, né en 1939 à Carcare, Ligurie (Italie), est un poète et écrivain italien. Il a débuté comme poète en 1954, puis a écrit beaucoup de livres: poésies, romans, contes, essais, pièces de théâtre et aphorismes, de Les jeunes invalides (1967) à The Oslo Lecture (2008). Il est le frère de l'artiste Angelo Cagnone, et est marié à Sandra Holt De Hoyos. Actuellement il vit à Bomarzo.
- Premio Naples 2919, Premio Fondazione Roma 2025 *

## Biographie
Dans les années Soixante et Soixante-dix il a été rédacteur et directeur d’une collection chez Lerici Éditeur, rédacteur de Marcatré et rédacteur en chef de Design Italia. Ensuite, il créa et dirigea la maison d’édition Coliseum. Entre autres, il a été professeur d’esthétique et a collaboré à journaux et revues, comme Chelsea Review, Incognita, Alea, Or, Il Giornale, Il Messaggero, Bonniers Litterära Magasin, FMR, Il Verri. Parmi ses traductions, The Wreck of the Deutschland de Gerard Manley Hopkins, Agamemnon d’Eschyle, The Heads of the Town Up to the Aether de Jack Spicer et Intolerante superficie de Gabriel Magaña Merlo.
Les œuvres de Cagnone sont caractérisées par une dense et pure méditation, où mythologie et modernité, critique et sentiment sont comprimés dans une intensité ontologique particulière. Cagnone est considéré comme l’un des poètes les plus originaux et innovateurs de la littérature européenne contemporaine. Sa poésie est une source d'inspiration pour la musique contemporaine. Le compositeur norvégien Harald Sæther a écrit un cycle de chansons sur un texte de Index vacuus, la cantate Obstupescit Venti Cinque sur un texte de What's Hecuba to Him or He to Hucuba? et A, in altre parole B, pour trois quatuors vocaux, sur le texte homonyme.
À propos de sa poésie, Cagnone écrit: «La poésie est cet intervalle entre nous et les choses, ce sentiment interrompu, l’objet perdu chez le désir. La poésie est une œuvre étrangère, quelque chose que le sommeil apprendrait au réveil. Elle requiert un sentiment passif, une pensée réceptive, et désirs appris en répondant. Il ne s'agit pas de recueillir le monde comme des secoureurs du sens ou des flatteurs du langage; il s'agit du culte sans but d’une figure excessive et de l’expérience d’une fidélité: celle d’un Dire qui ne voudrait jamais quitter son Taciturne amant. Poésie: agir au-delà, au-delà de ce qu’on peut penser».

## Œuvres

### A, in altre parole B, essai (Gênes 1970)
- A, in altre parole B, essai (Gênes 1970)
- What’s Hecuba to Him or He to Hecuba?, poèmes et essais (New York 1975)
- Andatura, poèmes (Milan 1979)
- L’arto fantasma, essais (ed.) (Venice 1979)
- Vaticinio, poème (Naples 1984)
- Notturno sopra il giorno, poèmes (Milan 1985)
- Armi senza insegne, poèmes (Milan 1988)
- G.M. Hopkins: Il naufragio del Deutschland (ed.) (Milan 1988)
- Comuni smarrimenti, roman (Milan 1990)
- Anima del vuoto, poèmes (Bari 1993)
- Avvento, poèmes (Bari 1995)
- The Book of Giving Back[6], poème (New York 1998)
- Il popolo delle cose, poème (Milan 1999)
- Enter Balthâzar, conte (New York 2000)
- Pacific Time, roman (Milan 2001)
- Doveri dell’esilio, poèmes (Pavia 2002)
- Questo posto va bene per guardare il tramonto, pièce de théâtre (Pavia 2002)
- L’oro guarda l’argento[7], œuvres choisies (Verona 2003)
- Index Vacuus[8], poèmes (New York 2004)
- Ça mérite un détour, conte (Milan 2007)
- Penombra, conte (Rome 2009)
- Aeschylus: Agamemnon (ed.) (Modena 2010)
- Undeniable Things, poèmes (Modena 2010)
- Penombra della lingua, poèmes (Rome 2012)
- Perduta comodità del mondo del mondo, poèmes (Rome 2013)
- Tacere fra gli alberi, poème (Turin 2014)
- Discorde, essais (Lavis 2015)
- Tornare altrove, poèmes (Lavis 2016)
- Corre alla sua sorte, prose (Messina 2016)
- Dites-moi, Monsieur Bovary, prose (Turin 2017)
- Ingenuitas, poème (Lavis 2017)
- Le cose innegabili, poèmes (Rome 2018)
- Parmenides Remastered (Lavis 2019)
- La genitiva Terra, poèmes  (Lavis 2019)
- Mestizia dopo gli ultimi racconti, poèmes  (Lavis 2019)
- Accoglimento, poèmes  (Lavis 2020)
- Ex Animo, poèmes  (Lavis 2020)
- ll naufragio del Deutschland (ed.) (Milano 1988, Macerata 2021)  (ISBN 978-88-98820-38-2)
- Sterpi e fioriture (Lavìs 2021)  (ISBN 978-88-32236-18-7)
- Parmenides Remastered (Macerata 2022)  (ISBN 978-8898820-49-8)
- Carmina. Poèmes 1979-2017 (Lavìs 2022)  (ISBN 978-88-32236-26-2)
- Come colui che teme e chiama (Macerata 2023)  (ISBN 9788898820597)
- Comuni smarrimenti (Lavìs 2023)  (ISBN 978-88 32236-36-1)
- Sans-Gene (Lavìs 2023)  (ISBN 978-88 32236-39-2)
- Esito (Lavìs 2024)  (ISBN 978-88-32236-46-0)